# چوکینگ
چوکینگ (انگلیسی: Chowking) شرکت صنایع غذایی فیلیپینی است، که در سال ۱۹۸۵ تأسیس شد.